# Irpin
Irpin (în ucraineană Ірпінь) este oraș regional în regiunea Kiev, Ucraina. 

## Demografie
Componența lingvistică a orașului Irpin
     Ucraineană (84,81%)
     Rusă (14,48%)
     Alte limbi (0,52%)
Conform recensământului din 2001, majoritatea populației orașului Irpin era vorbitoare de ucraineană (84,81%), existând în minoritate și vorbitori de rusă (14,48%).